# ديفيد غوستافسون (قاضي)
ديفيد غوستافسون (بالإنجليزية: David Gustafson)‏ هو قاضي أمريكي، ولد في 1956.